# Српски фудбалски клубови у европским такмичењима 2016/17.
Српски фудбалски клубови у европским такмичењима 2016/17. имали су четири представника:
- Црвена звезда у квалификацијама за Лигу шампиона од другог кола као првак Суперлиге Србије;
- Партизан у квалификацијама за Лигу Европе од другог кола као победник Купа Србије и вицепрвак Суперлиге Србије;
- Чукарички у квалификацијама за Лигу Европе од првог кола као трећепласирани тим Суперлиге Србије;
- Војводина у квалификацијама за Лигу Европе од првог кола као четвртопласирани тим Суперлиге Србије.

## Црвена звезда у УЕФА Лиги шампиона

### Друго коло квалификација
| Валета      | 1 : 2 Извештај | Црвена звезда           |
| ----------- | -------------- | ----------------------- |
| Фалконе 15’ |                | Катаи 66’ · Сикимић 75’ |

| Црвена звезда          | 2 : 1 Извештај | Валета      |
| ---------------------- | -------------- | ----------- |
| Доналд 30’ · Катаи 76’ |                | Каруана 11’ |

Црвена звезда се укупним резултатом 4:2 пласирала у треће коло квалификација за Лигу шампиона.

### Треће коло квалификација
| Лудогорец Разград     | 2 : 2 Извештај | Црвена звезда         |
| --------------------- | -------------- | --------------------- |
| Кафу 43’ · Кешеру 76’ |                | Катаи 48’ · Канга 66’ |

| Црвена звезда           | 2 : 4 Извештај | Лудогорец Разград                  |
| ----------------------- | -------------- | ---------------------------------- |
| Доналд 17’ · Ибањез 62’ |                | Кафу 24’ · Вандерсон 40’, 92’, 97’ |

Лудогорец Разград се укупним резултатом 6:4 пласирао у плеј-оф Лиге шампиона, док ће Црвена звезда такмичење наставити у плеј-офу Лиге Европе.

## Црвена звезда у УЕФА Лиги Европе

### Плеј-оф
| Сасуоло                                 | 3 : 0 Извештај | Црвена звезда |
| --------------------------------------- | -------------- | ------------- |
| Берарди 17’ · Политано 41’ · Дефрел 69’ |                |               |

| Црвена звезда | 1 : 1 Извештај | Сасуоло     |
| ------------- | -------------- | ----------- |
| Катаи 54’     |                | Берарди 28’ |

Сасуоло се укупним резултатом 4:1 пласирао у групну фазу Лиге Европе.

## Партизан у УЕФА Лиги Европе

### Друго коло квалификација
| Партизан | 0 : 0 Извештај | Заглебје Лубин |
| -------- | -------------- | -------------- |
|          |                |                |

| Заглебје Лубин | 0 : 0 Извештај | Партизан |
| -------------- | -------------- | -------- |
|                |                |          |

Укупни резултат двомеча био је 0:0. Заглебје Лубин се након бољег извођења једанаестераца (4:3) пласирало у треће коло квалификација за Лигу Европе.

## Чукарички у УЕФА Лиги Европе

### Прво коло квалификација
| Чукарички                           | 3 : 0 Извештај | Ордабаси |
| ----------------------------------- | -------------- | -------- |
| Матић 49’ (пен.), 68’ · Кајевић 53’ |                |          |

| Ордабаси                                        | 3 : 3 Извештај | Чукарички                     |
| ----------------------------------------------- | -------------- | ----------------------------- |
| Гејнрик 45+2’ · Тунгишбајев 67’ · Ерланов 90+3’ |                | Мандић 10’, 14’ · Кајевић 21’ |

Чукарички се укупним резултатом 6:3 пласирао у друго коло квалификација за Лигу Европе.

### Друго коло квалификација
| Видеотон               | 2 : 0 Извештај | Чукарички |
| ---------------------- | -------------- | --------- |
| Боди 58’ · Суљић 90+2’ |                |           |

| Чукарички  | 1 : 1 Извештај | Видеотон   |
| ---------- | -------------- | ---------- |
| Фофана 13’ |                | Гереси 76’ |

Видеотон се укупним резултатом 3:1 пласирао у треће коло квалификација за Лигу Европе.

## Војводина у УЕФА Лиги Европе

### Прво коло квалификација
| Бокељ    | 1 : 1 Извештај | Војводина |
| -------- | -------------- | --------- |
| Ђенић 5’ |                | Мелег 6’  |

| Војводина                                      | 5 : 0 Извештај | Бокељ |
| ---------------------------------------------- | -------------- | ----- |
| Малбашић 9’, 42’ · Мелег 60’ · Трујић 63’, 87’ |                |       |

Војводина се укупним резултатом 6:1 пласирала у друго коло квалификација за Лигу Европе.

### Друго коло квалификација
| Војводина     | 1 : 0 Извештај | Конахс Ки номадс |
| ------------- | -------------- | ---------------- |
| Палочевић 86’ |                |                  |

| Конахс Ки номадс | 1 : 2 Извештај | Војводина            |
| ---------------- | -------------- | -------------------- |
| Вајлд 8’         |                | Мелег 8’, 49’ (пен.) |

Војводина се укупним резултатом 3:1 пласирала у треће коло квалификација за Лигу Европе.

### Треће коло квалификација
| Војводина | 1 : 1 Извештај | Динамо Минск |
| --------- | -------------- | ------------ |
| Бабић 29’ |                | Биков 83’    |

| Динамо Минск | 0 : 2 Извештај | Војводина             |
| ------------ | -------------- | --------------------- |
|              |                | Бабић 32’ · Антић 81’ |

Војводина се укупним резултатом 3:1 пласирала у плеј-оф Лиге Европе.

### Плеј-оф
| Војводина | 0 : 3 Извештај | АЗ Алкмар                        |
| --------- | -------------- | -------------------------------- |
|           |                | Вујтенс 32’, 83’ · Фрајдеј 45+2’ |

| АЗ Алкмар | 0 : 0 Извештај | Војводина |
| --------- | -------------- | --------- |
|           |                |           |

АЗ Алкмар се укупним резултатом 3:0 пласирао у групну фазу Лиге Европе.

## Биланс успешности
|   | Екипа         | Такмичење     | Ута. | Поб. | Нер. | Пор. | ГД | ГП | Домет                    |
| - | ------------- | ------------- | ---- | ---- | ---- | ---- | -- | -- | ------------------------ |
| 1 | Црвена звезда | Лига шампиона | 4    | 2    | 1    | 1    | 8  | 8  | треће коло квалификација |
|   | Црвена звезда | Лига Европе   | 2    | 0    | 1    | 1    | 1  | 4  | плеј-оф                  |
| 2 | Партизан      | Лига Европе   | 2    | 0    | 2    | 0    | 0  | 0  | друго коло квалификација |
| 3 | Чукарички     | Лига Европе   | 4    | 1    | 2    | 1    | 7  | 6  | друго коло квалификација |
| 4 | Војводина     | Лига Европе   | 8    | 4    | 3    | 1    | 12 | 6  | плеј-оф                  |